# Villanueva de Ávila
Villanueva de Ávila é um município da Espanha na província de Ávila, comunidade autónoma de Castela e Leão, de área 21,21 km² com população de 322 habitantes (2004) e densidade populacional de 15,18 hab/km².

## Demografia
| Variação demográfica do município entre 1991 e 2004 | Variação demográfica do município entre 1991 e 2004 | Variação demográfica do município entre 1991 e 2004 | Variação demográfica do município entre 1991 e 2004 |
| --------------------------------------------------- | --------------------------------------------------- | --------------------------------------------------- | --------------------------------------------------- |
| 1991                                                | 1996                                                | 2001                                                | 2004                                                |
| 666                                                 | 612                                                 | 308                                                 | 322                                                 |